# Seznam obcí v kantonu Neuchâtel

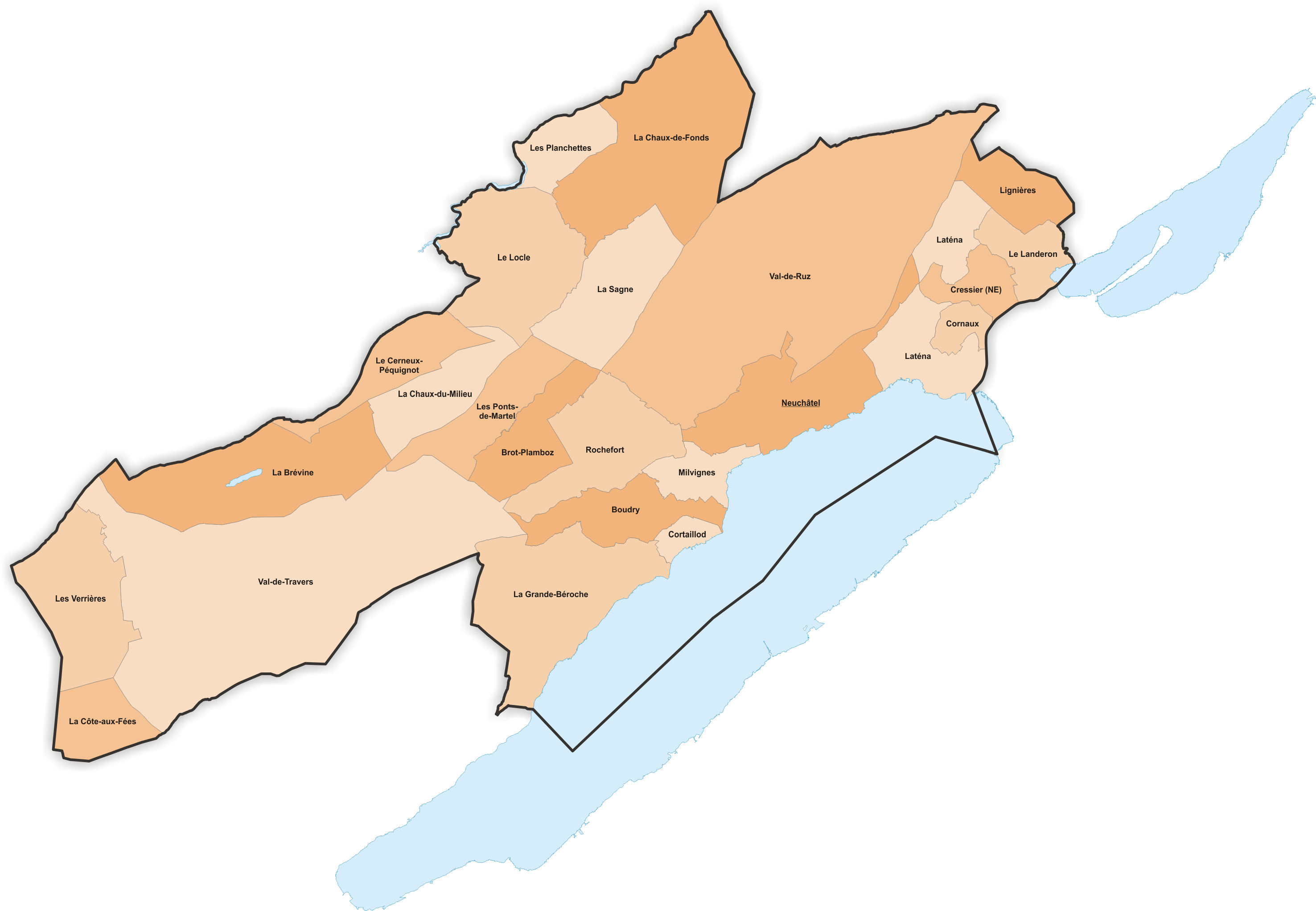
Mapa obcí kantonu Neuchâtel (stav 2025)

Kanton Neuchâtel zahrnuje 24 politických obcí zvaných communes. Hlavním městem je stejnojmenné město Neuchâtel. Okresy jako správní úroveň v tomto kantonu neexistují; pro statistické a volební účely se kanton pouze rozděluje do čtyř regionů, které jsou zároveň volebními obvody.
| Znak                 | Název obce           | Počet obyvatel (31. 12. 2023) | Rozloha (km²) | Hustota zalidnění (obyv./km²) | Region         |
| -------------------- | -------------------- | ----------------------------- | ------------- | ----------------------------- | -------------- |
| Boudry               | Boudry               | 6320                          | 16,76         | 377                           | Littoral       |
| Brot-Plamboz         | Brot-Plamboz         | 294                           | 16,09         | 18                            | Montagnes      |
| Cornaux              | Cornaux              | 1647                          | 4,73          | 348                           | Littoral       |
| Cortaillod           | Cortaillod           | 4798                          | 3,68          | 1300                          | Littoral       |
| Cressier             | Cressier             | 1924                          | 8,57          | 225                           | Littoral       |
| La Brévine           | La Brévine           | 615                           | 41,81         | 15                            | Montagnes      |
| La Chaux-de-Fonds    | La Chaux-de-Fonds    | 37 233                        | 55,71         | 668                           | Montagnes      |
| La Chaux-du-Milieu   | La Chaux-du-Milieu   | 496                           | 17,31         | 29                            | Montagnes      |
| La Côte-aux-Fées     | La Côte-aux-Fées     | 483                           | 12,83         | 38                            | Val-de-Travers |
| La Grande Béroche    | La Grande Béroche    | 9082                          | 42,14         | 215                           | Littoral       |
| La Sagne             | La Sagne             | 1068                          | 25,55         | 42                            | Montagnes      |
| Laténa               | Laténa               | 11 698                        | 55,71         | 449                           | Littoral       |
| Le Cerneux-Péquignot | Le Cerneux-Péquignot | 311                           | 15,70         | 20                            | Montagnes      |
| Le Landeron          | Le Landeron          | 4647                          | 10,28         | 451                           | Littoral       |
| Le Locle             | Le Locle             | 10 875                        | 34,66         | 314                           | Montagnes      |
| Les Planchettes      | Les Planchettes      | 198                           | 11,73         | 17                            | Montagnes      |
| Les Ponts-de-Martel  | Les Ponts-de-Martel  | 1229                          | 18,17         | 68                            | Montagnes      |
| Les Verrières        | Les Verrières        | 649                           | 28,87         | 22                            | Val-de-Travers |
| Lignières            | Lignières            | 1041                          | 12,52         | 83                            | Littoral       |
| Milvignes            | Milvignes            | 9312                          | 8,79          | 1059                          | Littoral       |
| Neuchâtel            | Neuchâtel            | 44 898                        | 30,08         | 1492                          | Littoral       |
| Rochefort            | Rochefort            | 1325                          | 25,85         | 51                            | Littoral       |
| Val-de-Ruz           | Val-de-Ruz           | 17 499                        | 124,31        | 141                           | Val-de-Ruz     |
| Val-de-Travers       | Val-de-Travers       | 10 649                        | 124,74        | 85                            | Val-de-Travers |
| Celkem (24)          | Celkem (24)          | 178 291                       | 802,16        | 222                           | (4)            |

Rozloha kantonu Neuchâtel činí 716,72 km², rozloha jezeních ploch 85,44 km² (Neuchâtelské jezero 84,91 km², Bielské jezero 0,53 km²). Celková plocha kantonu tedy činí 802,16 km².